# De man die $500.000 waard was
De man die $500.000 waard was is het veertiende album uit de stripreeks Blueberry van Jean-Michel Charlier (scenario) en Jean Giraud (tekeningen). Het album verscheen voor het eerst in 1976 bij uitgeverij Dargaud-Lombard en Dargaud-Oberon. Het album is daarna nog vijf keer herdrukt, voor het laatst in 1994. Ook verscheen er hardcover edities. De man die $500.000 waard was werd in 2017 samen met de delen Chihuahua Pearl en Ballade voor een doodskist integraal uitgegeven door Dargaud. Het verhaal werd voorgepubliceerd in het tijdschrift Eppo.

## Verhaal
Het vervolg op Chihuahua Pearl speelt zich volledig af in het Mexico van de 19e eeuw. Mike Blueberry, heeft een speciale regeringsopdracht: het opsporen van de man die -als enige- zou weten waar de $500.000 oorlogsbuit van de verslagen zuidelijken is verborgen. 

## Hoofdpersonen
- Blueberry, cavalerieluitenant
- Jim MacClure, oudere metgezel van Blueberry
- Chihuahua Pearl, variété artieste
- Trevor, voormalig kolonel van het zuidelijke leger
- Vigo, commandant uit het Mexicaanse leger
- kolonel Lopez, gouverneur van de staat Chihuahua
- Finlay en Kimball, deserteurs uit het zuidelijke leger